# Площадь Петра Кривоноса
Площадь Петра́ Кривоно́са — площадь в Соломенском районе города Киева.
Расположена между улицами Митрополита Василия Липковского, Кучмин Яр и Кудряшова, проездами без названия к улицам Патриарха Мстислава Скрипника и Георгия Кирпы (ступени; до 2001 года существовали автомобильные проезды, ныне существует лишь проезд к почтовому терминалу) и проездом (под железнодорожным мостом) на улицу Льва Толстого.
Возникла в 1960-е годы. В 1969—1985 годах — площадь Героев Подполья. Современное название — в честь советского железнодорожника П. Ф. Кривоноса — с 1985 года. Фактически признаков площади не имеет.
На площади установлен Паровоз-памятник.

## Транспорт
- Троллейбус №№ 3, 9.
- Автобус № 69.
- Трамвайная линия маршрутов №№ 5 и 8 существовала с 1924 по 2001 год.
- Станция метро «Вокзальная» (0,6 км).
- Железнодорожный вокзал Киев-Пассажирский.

## Почтовый индекс
03035